# Argosz (kutya)

Argosz Odüsszeusz kutyája, a görög mitológia alakja. Az Odüsszeia szerint húsz évig várt türelmesen a gazdájára. Öregen, rühesen, a szemétdombon fekve elsőként ismerte fel a hazatérő Odüsszeuszt, s rövidesen kimúlt.